# Glochidion mandakatense
Glochidion mandakatense är en emblikaväxtart som beskrevs av Kalita och Borthakur. Glochidion mandakatense ingår i släktet Glochidion och familjen emblikaväxter.
Artens utbredningsområde är Assam (Indien). Inga underarter finns listade i Catalogue of Life.